# Jay Smith
Jay Jon Christopher Smith, född 29 april 1981 i Maria församling i Helsingborg, är en svensk musiker, sångare och gitarrist.

## Biografi
Smith vann Idol 2010, efter att den 10 december ha vunnit över Minnah Karlsson i finalen i Globen. Under Idol 2010 hade Smith rökt hasch vid ett tillfälle och han skulle dömas till dagsböter för ringa narkotikabrott. TV4 lät honom vara kvar i tävlingen under villkor att han genomgick ett åtgärdsprogram. Smiths första solosingel var "Dreaming People" och han släppte albumet Jay Smith den 19 december 2010. Han medverkar även på de båda samlingsalbumen från Idol 2010 och sjunger låten "All I Need is You". Den 5 december 2010 skrev den amerikanska nöjesprofilen Perez Hilton uppskattande om Jay Smiths version av Madonnas "Like a Prayer" i Idol.
Smith spelar också i bandet Von Benzo. Bandet har släppt två album och spelat med bland andra Takida och Backyard Babies. Innan Jay Smith slog igenom jobbade han bland annat som lagerarbetare. Sommaren 2013 lät Smith meddela att han var aktuell med ett soloprojekt och ett nytt band, The Reservoir Dogs (som tagit sitt namn efter Quentin Tarantinos debutfilm med samma namn).
2013 släppte Smith sitt andra soloalbum, King of Man, producerat av Dan Sundquist. Albumet genererade även singlarna "King Of Man", "Ode To Death (Little Sister)" och "Keeps Me Alive". Hans guldcertifierade singel "God Damn You" från 2015 spelades ursprungligen in endast som en akustisk liveversion på Jays YouTube-kanal, men fick sån spridning och fans efterfrågade att den skulle släppas som singel. Singeln blev även början på samarbetet med musikern och producenten Mattias Tell som även producerat  "Neverneverland" (2015),  "Out Of Life" (2016),  "Ten Feet Off The Ground" (2018), "Roots" (2018), "Let My Heart Go" (2018), "My Everything" (2018) och "Closing Time" (2019).
Jay Smith tävlade i Melodifestivalen 2024 med låten "Back to My Roots" som han skrivit tillsammans med Jonas Jurström, Jonathan Keyes, systern Maria Jane Smith och Victor Thell. Han gick till final via finalkvalet.

## Privatliv
Smith har engelskt påbrå och är halvbror till Maria Jane Smith. Han är gift och har barn. Vid sidan av sin karriär som artist arbetar han som takläggare.

## Diskografi

### Album

#### Solo
- 2010 – Jay Smith
- 2013 – King Of Man
- 2019 – Young Guns

#### Med Von Benzo
- 2009 – Von Benzo
- 2011 – Yes Kids It's True

#### Medverkan på samlingsalbum
- 2010 – Det bästa från Idol 2010 – Audition (Black Jesus)
- 2010 – Det bästa från Idol 2010 (Heart-Shaped Box)

### Singlar

#### Solo
- 2010 – "Dreaming People"
- 2010 – "All I Need is You"
- 2013 – "King Of Man"
- 2013 – "Ode To Death (Little Sister)"
- 2014 – "Keeps Me Alive"
- 2015 – "God Damn You"
- 2015 – "Neverneverland"
- 2016 – "Out Of Life"
- 2018 – "Ten Feet Off The Ground"
- 2018 – "Roots"
- 2018 – "Let My Heart Go"
- 2018 – "My Everything"
- 2019 – "Closing Time"
- 2022 – "The End"

#### Med Von Benzo
- 2010 – "Die Beautiful"

#### Med Smash Into Pieces
- 2017 – "Boomerang"

### Fotnoter
1. 1 2 3 4  Sveriges befolkning
1990:
Smith, Jay Jon Christopher
2. 1 2  ”Minnah och Jay i ”Idol”-final”. Svenska Dagbladet. 3 december 2010. https://www.svd.se/minnah-och-jay-i-idol-final.
3. ↑  ”Jay Smiths blogg TV4”. Arkiverad från originalet den 14 december 2010. https://web.archive.org/web/20101214074917/http://jay.idol.tv4.se/. Läst 25 december 2010.
4. ↑  ”Jay Smith i "Idol" har testats positivt för hasch”. Expressen. 19 november 2010. https://www.expressen.se/noje/idol/jay-smith-i-idol-har-testats-positivt-for-hasch/.
5. ↑  ”Perez hyllar Jay”. Aftonbladet. 5 december 2010. https://www.aftonbladet.se/nojesbladet/a/G10o84/perez-hyllar-jay.
6. ↑  ”Von Benzo-Jay, Jokke och Ebba vidare i "Idol"”. Arkiverad från originalet den 18 december 2010. https://web.archive.org/web/20101218234632/http://hd.se/noje/2010/09/16/von-benzo-jay-jokke-och-ebba-i/. Läst 3 december 2010.
7. ↑  ”"Idolernas" dolda karriärer”. Expressen. 2 oktober 2010. https://www.expressen.se/noje/tv/idolernas-dolda-karriarer/.
8. ↑  ”Jay Smith har laddat om”. Aftonbladet. 12 juli 2013. https://www.aftonbladet.se/nojesbladet/musik/rockbjornen/a/l1JgE7/jay-smith-har-laddat-om.
9. ↑  ”Jay Smith”. Gotlands officiella inspirationssida. Arkiverad från originalet den 29 april 2024. https://web.archive.org/web/20240429150635/https://gotland.com/events/jay-smith/. Läst 29 april 2024.
10. ↑  ”Jay Smith”. Artist Scandinavia. https://artistscandinavia.se/artist/jay-smith/. Läst 29 april 2024.
11. ↑  ”Jay Smith spelar efter nya livsideal”. Helsingborgs Dagblad. 22 oktober 2020. https://www.hd.se/2020-10-19/med-nya-livsideal-att-spela-efter.